# Камарон де ла Исла
Камаро́н де ла И́сла или просто Камаро́н (исп. Camarón de la Isla, настоящее имя Хосе́ Мо́нхе Кру́с (исп. José Monje Cruz); 5 декабря 1950, Сан-Фернандо, провинция Кадис, Испания — 2 июля 1992, Бадалона, Испания) — испанский кантаор, певец фламенко цыганского происхождения . Считается одним из величайших исполнителей фламенко всех времён и, по всей вероятности, первым исполнителем в своём жанре со столь звёздным статусом.

## Биография

### Ранние годы
Хосе Монхе Крус родился 5 декабря 1950 года в большой цыганской семье, где помимо него было ещё семеро детей. Его мать плела корзины, а отец был кузнецом. В доме всегда пели и танцевали, что существенно повлияло на выбор «профессии» Камарона. Прозвище Camarón («Креветка» по-испански) он получил от своего дяди за белизну кожи и волос, которая обычно не свойственна цыганам. В восемь лет Камарон начал петь на автобусных остановках, чтобы заработать денег. В 16 лет он получает свою первую премию на фестивале Cante Jondo в Севилье и вскоре уезжает в Мадрид.

### Музыкальная карьера
В Мадриде Камарон выступает в табла́о (кафе фламенко) Torres Bermejas, где знакомится с гитаристом Пако Де Лусией. Результатом этого знакомства стало не только многолетнее плодотворное сотрудничество, но и крепкая дружба. Их первый диск назывался El Camarón de la Isla con la colaboración especial de Paco de Lucía («Камарон де ла Исла при участии Пако де Лусии»). Эта запись обернулась для обоих настоящим успехом и ознаменовала собой первые перемены в музыке фламенко. С 1969 по 1977 Камарон и Пако Де Лусия записали девять альбомов. В этот период они гастролировали вместе, но позже их пути разошлись (однако, совместно записываться они не прекратили). Место Пако Де Лусии занял молодой талантливый гитарист Томатито. С ним Камарон будет сотрудничать вплоть до своей смерти.
В 1976 году Камарон женился на 16-летней Доло́рес Монто́йя по прозвищу La Chispa («Искра»), цыганской девушке из Ла-Линеа-де-ла-Консепсьон. В их семье родилось четверо детей.

### Легенда времени
В 1979 году Камарон де ла Исла записывает, возможно, самый значимый альбом в своей карьере. La leyenda del tiempo («Легенда времени») стал настоящей революцией в музыке фламенко. Он был посвящён памяти Федерико Гарсиа Лорки и включал в себя несколько композиций на стихи великого поэта. Этот альбом приблизил стиль Камарона к джазу и року. При его записи использовали инструменты, ранее не присутствовавшие на записях других исполнителей фламенко: бас-гитара, флейта, электрогитара, цитра и т. д. Разумеется, этот и последующие альбомы исполнителя подвергались немалой критике сторонниками традиционной манеры исполнения, тем не менее, Камарон стал одним из пионеров стиля «новое фламенко».
В 1989 году Камарон записал альбом Soy Gitano («Я — цыган») c Королевским филармоническим оркестром и вновь доказал всю силу и возможности своего голоса. В Испании этот диск разошёлся тиражом в 50 тысяч копий и стал золотым.
25 января 1992 года в Мадриде он провёл свой последний концерт.

### Смерть
В последние годы певцу был диагностирован рак лёгких. 2 июля 1992 года Камарон де ла Исла скончался в Бадалоне на 42-м году жизни. Его похороны в Сан-Фернандо посетило около 100 тысяч человек.
5 декабря 2000 года министерство культуры Андалусии посмертно наградило Камарона «Золотым ключом фламенко» (исп.  Llave de Oro del Cante). Певец стал только четвёртым лауреатом этой премии с 1862 года.

## Дискография
- Al verte las flores lloran (1969)
- Cada vez que nos miramos (1970)
- Son tus ojos dos estrellas (1971)
- Canastera (1972)
- Caminito de Totana (1973)
- Soy caminante (1974)
- Arte y majestad (1975)
- Rosa María (1976)
- Castillo de arena (1977)
- La leyenda del tiempo (1979)
- Como el agua (1981)
- Calle Real (1983)
- Viviré (1984)
- Te lo dice Camarón (1986)
- Flamenco vivo (1987)
- Soy gitano (1989)
- Potro de rabia y miel (1992)

### Переиздания и посмертные альбомы
- Disco De Oro (1988)
- Autorretrato (1990)
- Una Leyenda Flamenca (1992)
- Camarón Nuestro (1994)
- Nochebuena Gitana (1994)
- Antología (1996)
- París 1987 (1999)
- Rarezas (1999)
- Legends Of Flamenco (1951—1992) (1999)
- Antología Inédita (2000)
- Camaron Por Descubrir 20 Cd’s (2000)
- Alma Y Corazón Flamencos (2004)
- Venta De Vargas (2005)
- Camarón La Película (Banda Sonora Original) (2005)
- Reencuentro (2008)
- La Chispa De Camarón (2009)
- Camarón guitar tab con voz (2009)

## Интересные факты
- В своё время Камарона называли Миком Джаггером из Кадиса, возможно из-за внешности и тембра голоса.
- На альбоме Пако Де Лусии 1998 года Luzia есть песня-посвящение Camarón, где гитарист впервые в своей карьере исполнил вокальную партию.
- В 2005 году испанский режиссёр Хайме Чаварри снял биографический фильм «Камарон» (исп. Camarón). Главную роль в картине исполнил Оскар Хаэнада.